# Bank von Mytilini
Die Bank von Mytilini (griechisch Τράπεζα Μυτιλήνης) war eine griechisch-osmanische Bank. Sie wurde 1891 nach einem Erlass des Sultans Abdülhamid II. mit einem Startkapital von 6 Millionen Franken von Panos Kourtzis gegründet.
Anteilseigner waren vor allem Investoren aus Pera und Unternehmer von der Insel Lesbos. Panos Kourtzis übertrug die Aegean Steam Navigation P. M. Kourtzis & Co. und seine Kohlebergwerke in den Besitz der Bank. Die Bank von Mytilini war die einzige Bank auf den ägäischen Inseln. Neben der Filiale in Mytilini gab es Zweigstellen in Istanbul, Pera, Athen, Thessaloniki, Izmir, Alexandria, Plomari, Agiasos, Piräus, Ayvalik, Nazli, Söke, Dikili, auf Chios und Athos.
1909 wurde die Familie Zervoudaki Hauptaktionär der Bank. Die schlechte allgemeine Wirtschaftslage und der Bankrott des Hauptaktionärs führten 1911 zum Ende der Bank von Mytilini.